# Відчайдушні шахраї (фільм, 2008)
«Відчайдушні шахраї» (фр. Ca$h) — французька авантюрна кінокомедія 2008 року.
Режисер — Ерік Бенар, відомий глядачеві до цього за фільмами «Прекрасна душа» (фр. Une belle âme, 1994) і «Посмішка клоуна» (фр. Le sourire du clown, 1999). Це його третя робота, у якості режисера.

## Сюжет
Події кінострічки починаються з убивства шахрая Солаля людиною, яка постраждала від його махінацій. Його брат, Кеш вирішує помститися кривдникам і займається розробкою запаморочливого бандитського плану. Однак поліція не дрімає і стежить за Кешем. Його справу доручено вести лейтенанту Джулії Моліні. Вона ж, у свою чергу, затіяла свою гру: їй хочеться обійняти посаду глави поліції, але для цього потрібно викрити по-справжньому великого злочинця. Кеш організовує їй зустріч з Максимом, який користується авторитетом серед злодіїв. Тепер всі троє вирішили вкрасти партію діамантів, але у кожного афериста, який бере участь в цій затії, свої плани.
У цій історії все брешуть, блефують і видають себе не за тих, ким насправді є. Недавні союзники раптово зраджують, зрадники стають спільниками, союзи полягають лише на час, а щоб виграти, потрібно бути готовим ризикувати по-великому і не боятися відразу залишитися ні з чим. Ясно одне: урешті-решт когось неодмінно залишать з носом, але ось кого саме … Це питання, поставлене режисером, постійно тримає глядача у напрузі.
Протягом години і сорока хвилин глядач занурюється у всі хитросплетіння історії з її погонями, перестрілками, купою несподіваних сюжетних рішень і неповторним гумором. Творець цієї стрічки назвав її «фільм-шампанське».

## Акторський склад

### В головних ролях
- Жан Дюжарден — Кеш. Цього разу актор, який зіграв у фільмах «Зустрічне розслідування» (2007), «99 Франків» (2007), «Чортів мобільник» (2007) та ін, втілює в життя роль першокласного пройдисвіта Кеша. Його герой — кишеньковий злодій-віртуоз, хитрість і розум якого дозволяють йому виношувати більш грандіозні плани, ніж крадіжки гаманців у зазівалися на паризьких вулицях городян.

- Жан Рено — Максим Дюпрі. Знаменитий актор, відомий уже не одному поколінню глядачів, постає в амплуа бувалого афериста. Його герой, Максим Дюпрі, у вільний від «основної роботи» час промишляє разом зі своєю чарівною дочкою продажем за чималі гроші плюшевих звіряток. Зрозуміло, гроші, які «продавці» обіцяють спрямувати на благодійність, осідають в їх же кишенях. Однак незабаром Дюпрі вирішує взятися за справу побільше …

- Валерія Голіно — Джулія. Чарівна героїня Валерії Голіно — це саме той самий тихий вир, в якому, як відомо, водяться чорти. Вона однаково хороша і в поліцейській формі, і в розкішних вечірніх туалетах. Вона — майстер перевтілення, а це якість може непогано послужити не тільки лейтенанту поліції. Досить пари секунд, і блюстительниця порядку перетворюється на цинічну і грубувату аферистку.

### Інші актори
- Аліса Тальйоні — в ролі Гаранс
- Франсуа Берлеан — в ролі Франсуа
- Кіаран Гайндс — в ролі Берньюса
- Самір Гесмі — в ролі Фреда
- Роже Дюма — у ролі Еміля
- Мехді Неббу — в ролі Вінсента
- Жослін Ківрен — в ролі Лебрун
- Юбер Сен-Макарі — в ролі Леблана
- Сиріл Коутон — в ролі Міккі
- Ерік Ебоні — в ролі Леталлека
- Крістіан Ек — в ролі Ларді
- Каролін Пруст — в ролі Леа